# 7928 Bijaoui
7928 Bijaoui este un asteroid din centura principală de asteroizi.

## Descriere
7928 Bijaoui este un asteroid din centura principală de asteroizi. A fost descoperit pe 27 noiembrie 1986 la Caussols de CERGA. El prezintă o orbită caracterizată de o semiaxă mare de 3,09 ua, o excentricitate de 0,18 și o înclinație de 12,1° în raport cu ecliptica.